# Zostérops d'Everett
Zosterops everetti
Espèce
Statut de conservation UICN

 LC  : Préoccupation mineure
Le Zostérops d'Everett (Zosterops everetti) est une espèce d'oiseaux de la famille des Zosteropidae. Son nom commémore l'administrateur colonial et zoologiste britannique Alfred Hart Everett.

## Répartition
On le trouve à Brunei, en Indonésie, Malaisie, aux Philippines et en Thaïlande.

## Habitat
Son habitat est les forêts humides subtropicales ou tropicales